# Marsupina nana
Marsupina nana là một loài ốc biển, là động vật thân mềm chân bụng sống ở biển trong họ Bursidae.

## Miêu tả
Loài này có kích thước giữa 30 mm and 60 mm

## Phân bố
Chúng phân bố ở Biển Cortez (dọc theo miền tây Mexico) and ở Thái Bình Dương Ocean dọc theo Peru.

## Hình ảnh

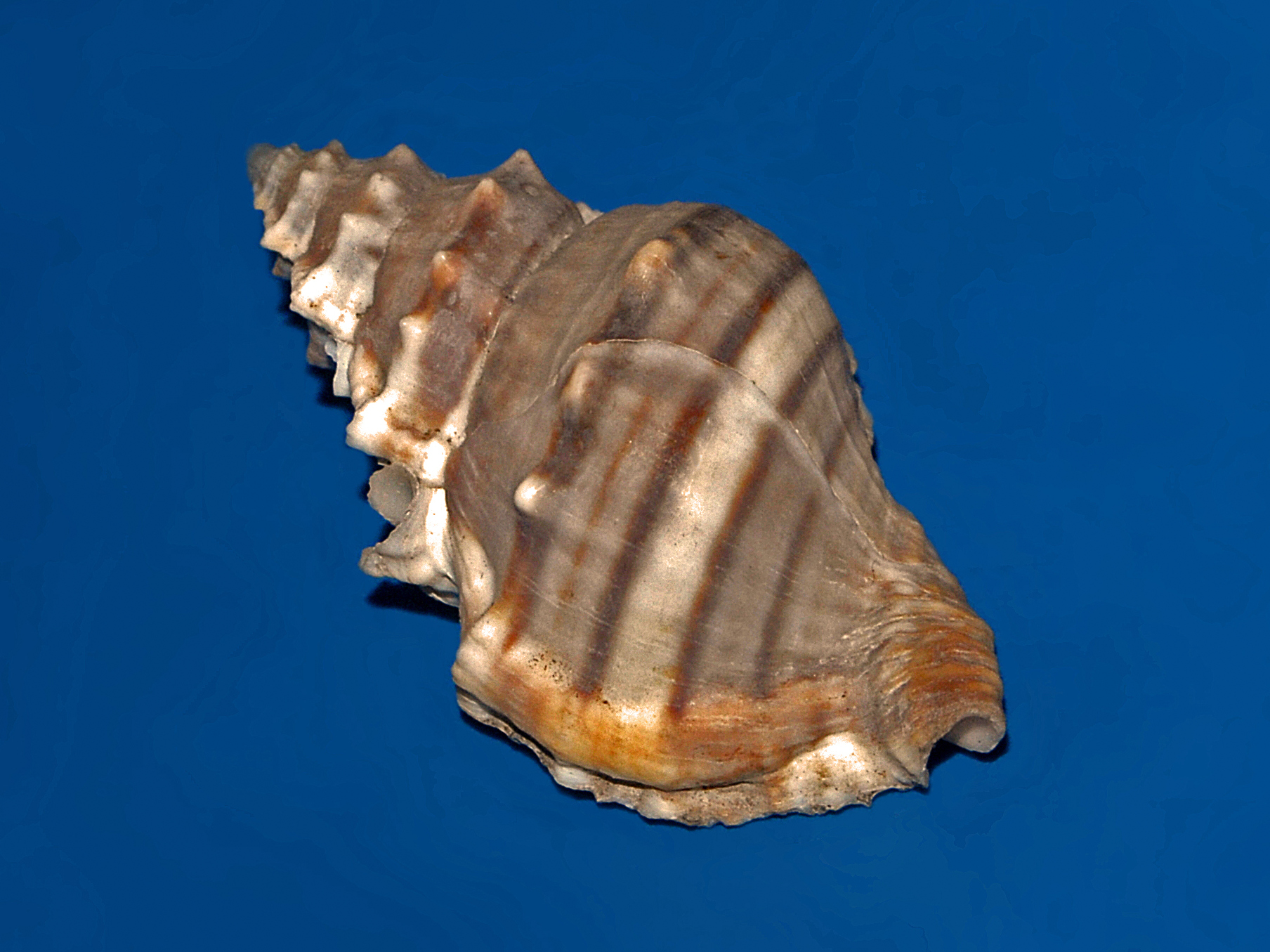